# Савур

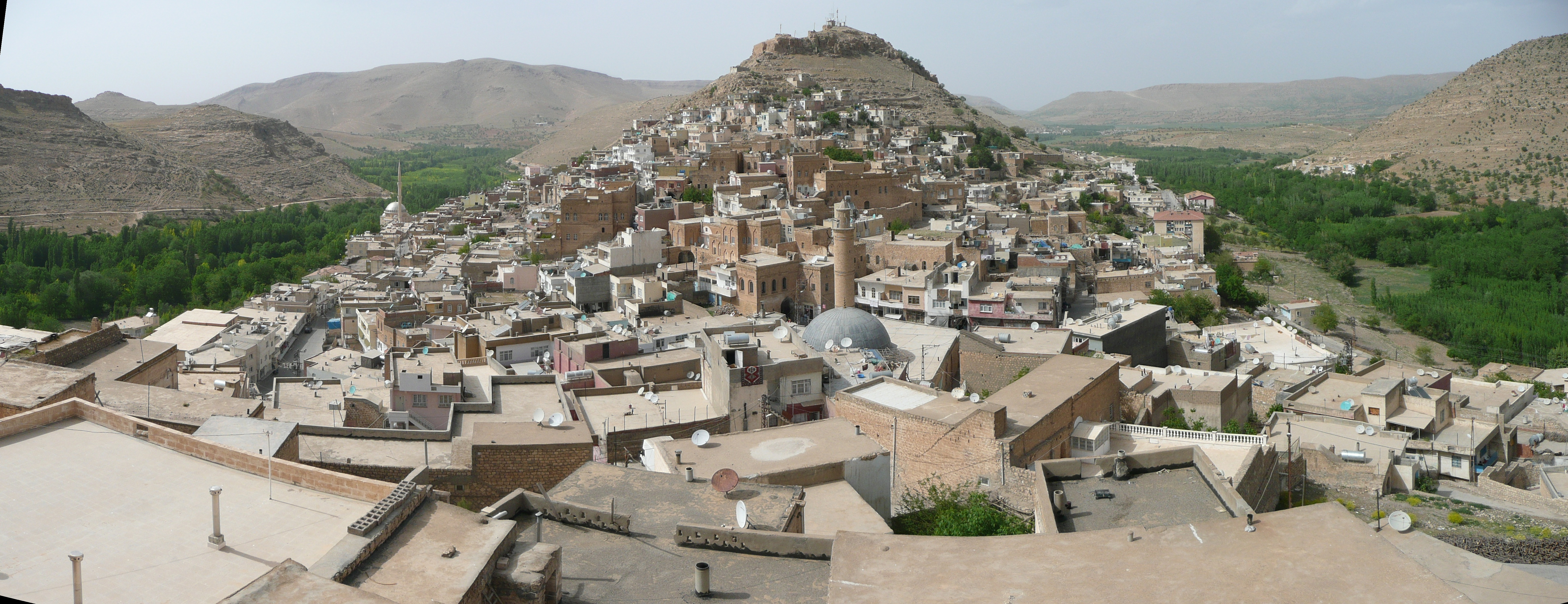

Савур (тур. Savur) — город и район в провинции Мардин (Турция).Город Савур - происхождение от древнейшего названия Шубур , Субарту , что в свою очередь восходит к имени бога хурритов Тешубу  ! Савур никогда ! не был под властью хеттов , а входил в царство Хурри Митанни , а в дальнейшем был под властью ассирийцев !

## История
Люди здесь жили с древнейших времён. Эти земли принадлежали хеттам, Риму, Византии, государству Сасанидов, впоследствии вошли в состав Османской империи.

## Экономика
Основными источниками дохода являются возделывание зерновых культур, разведение виноградников, а также выращивание овощей. Несмотря на наличие виноградников, винодельный завод в городе не работает. Развивается производство арахиса и вишни.